# City 106,5
City 106,5 var en radiostation i Uppsala som ägdes och drevs av Upsala Nya Tidning. Stationen hette ursprungligen Radio 1, som startade den 9 oktober 1993, men bytte namn 1997. City 106,5 inriktade sig på att spela blandad musik, i likhet med Mix Megapol. City 106,5 hade ett maximal möjlig räckvidd om 223 000 personer. Av dessa lyssnade 15,4% på kanalen. Enda kommersiella konkurrenten i Uppsala-etern var Rix FM.
Kanalen sände även morgonprogrammet Äntligen morgon med Adam & Gry varje vardag. Kanalen sände nyheter från TV4.
År 2008 kom UNT överens med MTG Radio om att City 106,5 skulle göras om till en station för Lugna Favoriter. Stationen upphörde med sina sändningar den 8 juni samma år.

## Frekvens
106,5 MHz (Uppsala)

## Programledare
- Håkan Wikström
- Bosse Pettersson
- Madeleine Kihlman
- Jens Petterson
- Johanna Öberg
- Petter Eriksson
- Micke Aaltonen
- Christer Forsberg
- Nicklas Wåhlander